# Жуан I (маніконго)
Жуан I (порт. João I) або Нзінґа-а-Нкуву (кон. Nzinga a Nkuwu; бл. 1440–1509) — п'ятий маніконго центральноафриканського королівства Конго. Першим серед володарів Екваторіальної Африки прийняв християнство.

## Життєпис
Походив з династії Кілукені. Син маніконго Нкуву-а-Нтіну. Точна дата народження невідома, але з огляду на те, що у 1456 році у нього народився син, то дата народження сягає кінця 1430-х або початку 1440-х років. При народженні отримав ім'я Нзінга а Нкуву. 1470 року після смерті батька став маніконго. Одружився зі стриєчною сестрою Нзінгі а Нлаза. Продовжив політику розширення держави, збільшивши зрештою її територію до 100 тис. км².
У 1483 році зустрівся з португальським мореплавцем Діогу Каном, що з командою увійшов до річки Конго. Було встановлено торговельні відносини між Португалією та Конго. З Кау вирушили до Лісабона посланці Нзінга а Нкуву, які в Португалії прийняли християнство.
Маніконго сприяв прибуттю до своєї країни католицьких місіонерів, військових фахівців, столярів, мулярів, намагаючись запозичити досягнення європейців. 1491 року спочатку в порту Мпінда католицькі священники хрестили губернатора провінції Сойо — стрийка маніконго. Потім хрестився правитель Конго, прийнявши ім'я Жуан. Його дружина стала зватися Леонорою, а син Мвемба — Афонсу. Маніконго в стосунках з португальцями став титулуватися королем, а  його державу стали називати королівство Конго.
Отримавши вогнепальну зброю та португальських фахівців армія Конго завдала поразки племенам батеке, що вдерлися до провінції Нсунді.
В столиці Мбанза-Конго було зведено костел. Почалася християнізація населення. Втім 1495 року Жуан I зрікся християнства, повернувшись до поганських обрядів (при цьому не забороняв християнство). Разом з тим торговельні відносини з Португалією збереглися, експортувалися переважно раби та слонова кістка. Завозилися розкоші, зброя.
Помер Жуан I у 1506 році. Після придушення повстання трон отримав його син Афонсу I.